# Flowey
Flowey es un personaje ficticio y el principal antagonista en diversas rutas del videojuego de rol Undertale, creado por Toby Fox. Aparece durante la mayor parte del juego en forma de una flor sencilla con una cara en el simple tipo amable. Más tarde se revela que contiene la mente de Asriel Dreemurr, un joven príncipe que fue asesinado por humanos.

## Características
El jugador se encuentra por primera vez con Flowey al comienzo del juego, donde ataca al jugador con el pretexto de ser un monstruo útil que otorgará al jugador "bolitas de amistad" (balas realmente dañinas). También le dice al jugador que suba de nivel (NV) aumentando su AMOR, lo que sin saberlo para el jugador significa "Nivel de Violencia" y "Amenaza de Mortandad" respectivamente, por lo tanto, en realidad fomenta la violencia contra otros monstruos. Toriel lo ahuyenta antes de que pueda atacar al jugador, solo regresa después de que El jugador ha luchado contra ella.
Siguiendo al jugador durante todo el juego, Flowey regresa después de la pelea contra Asgore y destruye su alma, sin importar si el jugador decide luchar o perdonarlo. Tomando el poder de las almas humanas recogidas de Asgore, se convierte en Photoshop Flowey (También conocido como Omega Flowey) y adquiere una forma horrible y gigantesca que choca en estilo artístico con el resto del juego, pues es la única batalla cuyo enemigo tiene un sprite a color. Cuando el jugador lo derrota, le dice al jugador que complete el juego sin acumular AMOR si se salva, precipitando la "Ruta Pacifista" del juego, si el jugador aún no lo ha hecho.

### Asriel Dreemurr
Cuando el jugador se encuentra con el área del juego True Lab, aprende los orígenes de Flowey: que era el hijo de Toriel y Asgore, por ende príncipe de todos los monstruos y que su nombre real era Asriel, siendo este nombre una combinación entre los nombres de sus padres.
Luego de salir del True Lab, el jugador se enfrenta a Flowey, quien después de tomar las seis almas humanas y las almas de casi todos los monstruos en el subsuelo toma la forma de Asriel Dreemurr, autoproclamandose "Dios de la Hipermuerte" y tomando control sobre toda la línea temporal, en un intento de obligar al jugador a continuar reiniciando el juego y proporcionarle compañía para siempre. El jugador "SALVA" a Asriel y se acerca a él, lo que lleva al monstruo a romperse emocionalmente y admitir su inseguridad y soledad. Asriel vuelve a su apariencia original como un niño y se disculpa emocionalmente, liberando a los monstruos y compensando sus errores rompiendo la barrera que los tenía aprisionados.
Vinculando la información que se entrega en distintas rutas del juego también se aprende que Asriel subió a la superficie con el alma del primer humano caído, y después de ser asesinado, pues los aldeanos creían que era Asriel quien había matado al humano, al volver al subsuelo su polvo se esparció sobre un jardín y su esencia de vida se impregnó inadvertidamente en una flor que se estaba utilizando para experimentos de Determinación, un poder sobrenatural que típicamente poseen los humanos. Mediante esta flor y el experimento de determinación, Asriel revivió como Flowey, pero al ser una flor sin alma, no tenía la capacidad de sentir empatía.